# Hans Wentorf
Hans Wentorf (Amburgo, 6 aprile 1899 – Amburgo, 11 maggio 1976) è stato un calciatore tedesco, di ruolo portiere.